# Tijn Smolenaars
Tijn Smolenaars (Weert, 23 februari 2005) is een Nederlands voetballer die als doelman voor Jong PSV speelt.

## Carrière
Tijn Smolenaars speelde in de jeugd van SV Budel en PSV. In 2022 tekende hij een contract tot medio 2025 bij PSV. Hij debuteerde in het betaald voetbal voor Jong PSV op 6 januari 2023, in de met 2-1 verloren uitwedstrijd tegen NAC Breda.

### Statistieken
| Seizoen                       | Club           | Land           | Competitie     | Competitie | Competitie | Beker | Beker | Totaal | Totaal |
| Seizoen                       | Club           | Land           | Competitie     | Wed.       | Dlp.       | Wed.  | Dlp.  | Wed.   | Dlp.   |
| ----------------------------- | -------------- | -------------- | -------------- | ---------- | ---------- | ----- | ----- | ------ | ------ |
| 2022/23                       | Jong PSV       | Nederland      | Eerste divisie | 1          | 0          | –     | –     | 1      | 0      |
| Carrièretotaal                | Carrièretotaal | Carrièretotaal | Carrièretotaal | 1          | 0          | 0     | 0     | 1      | 0      |
| Bijgewerkt op 6 augustus 2023 |                |                |                |            |            |       |       |        |        |